# Locale.h
locale.h — заголовний файл стандартної бібліотеки мови програмування С, котрий використовується для задач пов'язаних з локалізацією. Цей заголовний файл надає дві ключові функції: localeconv та setlocale. Перша забезпечує доступ до поточної локалі, у той час, як друга дозволяє змінювати її. Заголовний файл також містить структуру (struct) lconv, яка містить інформацію про поточну локаль locale.

## Використання

### Підключення заголовного файлу
C
#include <locale.h>
C++
#include <clocale>

### Функції
struct lconv* localeconv(void);

char* setlocale(int, const char*);

### Приклад коду
```
#include
 
<stdio.h>

#include
 
<locale.h>

int
 
main
 
()

{

        
struct
 
lconv
 
*
lc
;

        
lc
 
=
 
localeconv
();

        
printf
 
(
"Поточний формат часу: %s
\n
"
,
 
lc
->
currency_symbol
);

        
setlocale
 
(
LC_TIME
,
 
"zh_HK.UTF-8"
);

        
printf
 
(
"А тепер він такий: %s
\n
"
,
 
lc
->
currency_symbol
);

        
return
 
0
;

}

```